# マルクス・トゥッリウス・キケロ・ミノル
マルクス・トゥッリウス・キケロ・ミノル（小キケロ）（ラテン語: Marcus Tullius Cicero Minor、生没年不明）は紀元前1世紀後期・1世紀前期の共和政ローマ・帝政ローマの政治家・軍人。紀元前30年に補充執政官（コンスル・スフェクトゥス）を務めた。

## 出自
著名な弁論家、哲学者、政治家であるキケロの息子である。
トゥッリウス氏族はラティウムの南方、ウォルスキの地にあるアルピヌムの地方貴族であった。そこの住民は紀元前188年からローマ市民権を有していた。小キケロの祖父のプラエノーメン（第一名、個人名）もマルクスであり、ローマではエクィテス（騎士階級）に属していたが健康を害して出世できなかった。このため父キケロはノウス・ホモ（先祖に高位政務官職者を持たない人物）であるが、弁論家として有名になり、紀元前63年に執政官に上りつめている。
キケロというコグノーメンは、「ヒヨコマメ（Cicer）」から来ているが、どのくらい前から使われていたのか分からない。父キケロの若い頃に友人から「無名の家名（キケロ家）を避けた方がよい」とアドバイスを受けたが、「私自身の手で、キケロ家をスキピオ家やカトゥルス家より有名にしてみせる」と語ったという。
父キケロは資産家の娘テレンティアと結婚し、小キケロの他に娘を一人（トゥッリア）をもうけた。

## 経歴
父がキリキア属州総督に任命されると、小キケロもそれに伴った。紀元前50年にロードス島、エフェソス、アテナイを経由してローマに戻った。紀元前34年。カエサルとポンペイウスの間に内戦が勃発するが、小キケロは父と同じくポンペイウスに加担し、騎兵の一部隊を率いて大きな勇気を示した（ティトゥス・リウィウスの『ローマ建国史』の概略には「キケロほど戦争に向いていない人間はいなかった」と書いてあるが、これが父子どちらかは不明である）。ファルサルスの戦いでポンペイウスは敗北するが、カエサルはキケロ親子を許し、小キケロはアテナイで勉学を続けることができた。アテナイからキケロ家の解放奴隷ティロに宛てた手紙には、ギリシア語での演説の練習をしていたことが書かれている。
カエサル暗殺後に第二回三頭政治（オクタウィアヌス、アントニウス、レピドゥス）がローマで権力を掌握すると、プロスクリプティオ（粛清リスト）を発表した。その中には、父は叔父、従兄弟とともに、小キケロの名前も含まれていた。小キケロ本人は逃れることができたが、それは「彼がブルトゥスよりも早くギリシャに向かった」からである。アッピアノスによれば、粛清開始を予想した父により東方に送られたという。この間に父はアントニウスの放った刺客により暗殺され、首だけでなく右手も切取られて、フォルム・ロマヌムに晒された。
ブルトゥスの軍に加わった小キケロは再び騎兵を指揮し、敵の1軍団を降伏させ、ビリダでルキウス・アントニウス（アントニウスの弟）を破った。フィリッピの戦いでの敗北の後、彼は他の逃亡者に混じってパルマのカッシウス・パルメシウスに加わり、さらに三頭政治と戦っていたセクストゥス・ポンペイウス（ポンペイウスの息子）の軍に加わった（前42年）。
セクストゥスがミセヌム条約で三頭政治と和睦すると、小キケロはオクタウィアヌスの支持者となり、鳥占官に任じられた。小キケロは、一族の宿敵アントニウスとの戦いに積極的に参加し、オクタウィアヌスがアクティウムの海戦での勝利を伝えるためにローマに使者として送ったのも小キケロであった。この戦いに関するオクタウィアヌスの手紙を読んだ小キケロは、かつて父の首と右手が晒されたまさにその壇上にその手紙を置いた。
紀元前30年、小キケロは補充執政官に就任する。執政官として彼はアントニウスの全ての像を撤去し、またアントニウス家のものがマルクスというプラエノーメンをつけることを禁じた。執政官は途中離職したが、その後オクタウィアヌスは小キケロをシリア属州のレガトゥス（総督代理）に任命し（紀元前29年 - 紀元前27年）、さらに紀元前23年にはプロコンスル（前執政官）権限でアシア属州の総督を務めた。
小キケロの没年は不明である。

## 参考資料

### 古代の資料
- アッピアノス『ローマ史』
- ティトゥス・リウィウス『ローマ建国史』
- プルタルコス『対比列伝』
- マルクス・トゥッリウス・キケロ『法律について』
- マルクス・トゥッリウス・キケロ『アッティクス宛書簡集』

### 研究書
- Broughton, T. Robert S., The Magistrates of the Roman Republic, Vol II (1952)
- Goldsworthy, Adrian The Roman Army at War: 100 Bc-Ad 200 Oxford 1998
- Haskell, H.J. "This was Cicero." 1964: